# Coelioxys lucidicauda
Coelioxys lucidicauda là một loài Hymenoptera trong họ Megachilidae. Loài này được Cockerell mô tả khoa học năm 1939.